# Onthophagus tubericollis
Onthophagus tubericollis är en skalbaggsart som beskrevs av Achille Raffray 1877. Onthophagus tubericollis ingår i släktet Onthophagus och familjen bladhorningar. Inga underarter finns listade i Catalogue of Life.